# Plebeia mexica
Plebeia mexica är en biart som beskrevs av Ayala 1999. Plebeia mexica ingår i släktet Plebeia och familjen långtungebin. Inga underarter finns listade i Catalogue of Life.